# Myrcianthes oreophila
Myrcianthes oreophila là một loài thực vật thuộc họ Myrtaceae. Đây là loài đặc hữu của Peru.